# Liceu Nóbrega de Artes e Ofícios
O Liceu de Artes e Ofícios de Pernambuco, também conhecido como Liceu Nóbrega de Artes e Ofícios, é uma escola brasileira, localizada no Recife, Pernambuco, mantida pela Universidade Católica de Pernambuco (Unicap), da Companhia de Jesus em parceria com o Governo do Estado.

## Complexo de Ensino da Unicap

### Complexo Nóbrega
Os cursos funcionam no chamado Complexo Nóbrega, local do antigo Colégio Nóbrega. Lá, além do Liceu de Artes e Ofícios (chamado, agora, de Liceu Nóbrega), funciona ao lado a Igreja de Nossa Senhora de Fátima e o Instituto do Patrimônio Histórico e Artístico Nacional (IPHAN), órgão do Governo Federal que funciona no Palácio da Soledade.

### Antiga sede
O prédio oficial do Liceu de Artes e Ofícios de Pernambuco deve se tornar, em breve, em um centro cultural. Em uma parceria recente a Unicap vai criar um Centro Cultural destinado a Democracia.

### Ensino

#### Ensino fundamental
- 5ª a 8ª série (6° ao 9° ano)

#### Ensino médio
- 1° ao 3° ano

#### Ensino técnico
- Administração
- Contabilidade
- Desenho

## Disputa por vagas
O Liceu Nóbrega de Artes e Ofícios tem suas vagas bem disputadas. Normalmente abrem em torno de cem novas vagas o sexto ano, pois os pedidos de transferência dos alunos que estão na escola é muito baixo e a matrícula deles renovam automaticamente para os anos posteriores. Costuma ter filas de pais, que às vezes passam a noite e madrugada, tentando conseguir uma vaga na instituição.